# Srbsko-turecká válka (1876)
Srbsko-turecká válka roku 1876 (nazývaná také srbsko-černohorsko-turecká válka) byl ozbrojený konflikt mezi Srbskem a Černou Horou na jedné straně a Osmanskou říší na straně druhé. Spojenci bojovali za osvobození Bosny a Hercegoviny od turecké nadvlády, ale byli poraženi. Válka sice byla úspěšná pro Osmanskou říši, ale vyprovokovala prohlubující se diplomatickou krizi na Balkáně a ruskou vojenskou intervenci, která vedla k omezeným územním ziskům Srbska a Černé Hory a pozdější okupaci Bosny a Hercegoviny Rakousko-Uherskem a přispěla také k obnovení bulharského státu v roce 1878. Na srbské straně se války účastnili i bulharští dobrovolníci, kterým se podařilo proniknout do vlasti, a pokusili se tam vyvolat povstání.

## Začátek války
V létě roku 1875 vypukly v balkánských provinciích Osmanské říše nepokoje. V Hercegovině začalo povstání, které se rozšířilo i do Bosny. Na východě vypuklo starozagorské povstání následované na jaře 1876 dubnovým povstáním. Veřejnost v Srbsku a Černé Hoře vyvinula na vlády obou zemí silný tlak, aby chránily bosenské povstalce. Přes varování Ruska dne 18. června 1876 kníže Milan Obrenović a kníže Nikola I. Petrović-Njegoš zahájili válku proti Osmanům.

## Poměr a rozmístění sil
Na začátku války měla Osmanská říše proti Srbsku a Černé Hoře celkem 100 000 vojáků. Počet srbských sil byl zhruba stejný, ale k boji byly špatně vycvičeny. Byly rozděleny do čtyř armád pojmenovaných podle místa dislokace: Drinská a Ibarská (v západním a jihozápadním směru), Moravská (na silnici Bělehrad-Niš) a Timocká armáda (poblíž Vidinu). Hlavní sílu (asi 40 000 vojáků) představovala Moravská armáda pod velením ruského generála Michaila Čerňajeva, veterána krymské a kavkazské války.

## Bojové operace
20. června 1876 překročila Moravská armáda osmanské hranice u Knjaževace a dosáhla Belé Palanky a Pirotu, ale koncem měsíce byla nucena ustoupit zpět do Srbska. Ve stejné době, v důsledku porážky u Velkého Izvoru, byla Timocká armáda odražena od východního břehu Timoku vojsky Osmana paši. Černohorci postupující na Mostar způsobili Turkům těžkou porážku, ale srbská invaze do Bosny selhala. Osmanské síly přešly do protiútoku a 24. července dobyly Knjaževac. To jim umožnilo postupovat na sever podél řeky Moravy. V srpnu dobyli Turci řadu obcí v Srbsku, ale jejich postup byl 26. srpna zastaven v bitvě u Šumatovce. V této situaci zasáhly evropské mocnosti a vynutily uzavření příměří mezi válčícími stranami.
Příměří bylo ukončeno 16. září postupem částí sjednocené moravsko-timocké armády na levém břehu řeky Moravy. V následujících bitvách Srbové opět selhali. 17. října jim turecká armáda vedená Abdulem Kerimem pašou připravila rozhodující porážku u Đunisu, čímž si otevřela cestu na Bělehrad. 19. října zaslalo Rusko Vysoké portě ultimátum, aby ukončila ofenzívu, která se odehrála o den později.

## Akce bulharských dobrovolníků
V Kladovu se v červenci 1876 ustanovily oddíly bulharských emigrantů ze Srbska, Ruska, Rumunska a Rakouska-Uherska. Jejich organizaci a vybavení převzala Bulharská ústřední dobročinná společnost v Bukurešti a slovanofilské výbory v Rusku. Srbské velení vyslalo oddíly přes Timok do severozápadního Bulharska, aby podnítily Bulhary ke vzpouře. Do poloviny července oddíly působily na vidinsku v dědinách Novo Selo, v okolí Kuly, Čiprovců a směrem na Berkovicu. Do konce měsíce počet dobrovolníků dosáhl 1 500.
Výsledky srážek s osmanskými jednotkami byly rozličné, nicméně nakonec byli rebelové nuceni ustoupit za hřeben Staré planiny a generál Čerňajev nařídil jejich úplné stažení. Někteří příslušníci oddílu Filipa Toťu se odmítli podřídit a v síle 87 mužů přešli po hřebeni Staré planiny k Petrochanskému průsmyku. Tam se probili přes tureckou stráž a pokračovali po hřebeni do Văršce a dále na Vracu, kde se dozvěděli o porážce Boteva. Tak se obrátili zpět do hor, ale protože byli pronásledováni, rozdělili se. Skupinky byly postupně tureckou armádou do 10. srpna zlikvidovány s výjimkou skupiny Ivana Doktorova, která dorazila až na Trojanskou planinu a tam se jí podařilo se rozptýlit.

## Mírová smlouva a důsledky
16. února 1877 byla uzavřena mírová smlouva mezi Srbskem a Osmanskou říší, která obnovila předválečnou situaci. Černá Hora mírové podmínky nepřijala a pokračovala v nepřátelství. O dva měsíce později (12. dubnajul.) vypukla rusko-turecká válka. Černohorci obsadili Bar a Nikšić. Srbsko pak obnovilo nepřátelství. Válečný stav byl definitivně ukončen Berlínskou smlouvou.